# (35396) 1997 XF11
(35396) 1997 XF11, ранее 1997 XF11 — околоземный астероид, пересекающий орбиту Марса, потенциально опасный астероид группы аполлонов.

## Описание
Спустя три месяца после открытия астероида 6 декабря 1997 года Джеймсом Скотти из проекта Spacewatch Университета Аризоны было предсказано, что астероид сблизится с Землёй на малое расстояние 28 октября 2028 года. Дополнительные наблюдения, ещё до официального открытия астероида, с 1990-х годов помогли уточнить орбиту. Известно, что астероид сблизится с Землёй 26 октября 2028 года на расстояние 0,0062 а. е., что в 2,4 раза превышает расстояние от Земли до Луны. В течение тесного сближения блеск астероида достигнет максимального значения 8,2, и будет доступен для наблюдения в бинокль.
1997 XF11 обладает размерами от 0,7 до 1,4 км в диаметре.
Астероид регулярно сближается с крупным астероидом Палладой.

### Циркуляр МАС
11 марта 1998 года по данным наблюдений за три месяца Международный астрономический союз объявил, что астероид пройдёт на расстоянии около 80 % радиуса орбиты Луны при малой вероятности столкновения с Землёй в 2028 году.
Однако 23 декабря 1997 года было показано, что XF11 не обладает значимой вероятностью столкновения с Землёй. Спустя несколько часов после заявления независимые вычисления, которые провели Paul Chodas, Don Yeomans и Karri Muinonen, подтвердили, что вероятность столкновения с Землёй действительно близка к нулю, при этом она гораздо меньше, чем вероятность соударения с другими астероидами.
Во время тесного сближения в октябре 2002 года астероид наблюдался на 70-метровом телескопе Голдстоун, что помогло уточнить параметры орбиты.
| PHA | Дата       | Расстояние сближения (радиусы лунной орбиты) | Расстояние сближения (радиусы лунной орбиты) | Расстояние сближения (радиусы лунной орбиты) | Абс. вел. (H) | Диаметр (C) (м) | Ссылка (D) |
| PHA | Дата       | Номинал(B)                                   | Минимум                                      | Максимум                                     | Абс. вел. (H) | Диаметр (C) (м) | Ссылка (D) |
| --- | ---------- | -------------------------------------------- | -------------------------------------------- | -------------------------------------------- | ------------- | --------------- | ---------- |
| (33342) 1998 WT24 | 1908-12-16 | 3.542                                        | 3.537                                        | 3.547                                        | 17.9          | 556–1795        | data       |
| (458732) 2011 MD5 | 1918-09-17 | 0.911                                        | 0.909                                        | 0.913                                        | 17.9          | 556–1795        | data       |
| (7482) 1994 PC1 | 1933-01-17 | 2.927                                        | 2.927                                        | 2.928                                        | 16.8          | 749–1357        | data       |
| (69230) Гермес | 1937-10-30 | 1.926                                        | 1.926                                        | 1.927                                        | 17.5          | 668–2158        | data       |
| (69230) Гермес | 1942-04-26 | 1.651                                        | 1.651                                        | 1.651                                        | 17.5          | 668–2158        | data       |
| (137108) 1999 AN10 | 1946-08-07 | 2.432                                        | 2.429                                        | 2.435                                        | 17.9          | 556–1795        | data       |
| (33342) 1998 WT24 | 1956-12-16 | 3.523                                        | 3.523                                        | 3.523                                        | 17.9          | 556–1795        | data       |
| (163243) 2002 FB3 | 1961-04-12 | 4.903                                        | 4.900                                        | 4.906                                        | 16.4          | 1669–1695       | data       |
| (192642) 1999 RD32 | 1969-08-27 | 3.627                                        | 3.625                                        | 3.630                                        | 16.3          | 1161–3750       | data       |
| (143651) 2003 QO104 | 1981-05-18 | 2.761                                        | 2.760                                        | 2.761                                        | 16.0          | 1333–4306       | data       |
| 2017 CH1 | 1992-06-05 | 4.691                                        | 3.391                                        | 6.037                                        | 17.9          | 556–1795        | data       |
| (170086) 2002 XR14 | 1995-06-24 | 4.259                                        | 4.259                                        | 4.260                                        | 18.0          | 531–1714        | data       |
| (33342) 1998 WT24 | 2001-12-16 | 4.859                                        | 4.859                                        | 4.859                                        | 17.9          | 556–1795        | data       |
| (4179) Таутатис | 2004-09-29 | 4.031                                        | 4.031                                        | 4.031                                        | 15.30         | 2440–2450       | data       |
| 2014 JO25 | 2017-04-19 | 4.573                                        | 4.573                                        | 4.573                                        | 17.8          | 582–1879        | data       |
| (137108) 1999 AN10 | 2027-08-07 | 1.014                                        | 1.010                                        | 1.019                                        | 17.9          | 556–1795        | data       |
| (35396) 1997 XF11 | 2028-10-26 | 2.417                                        | 2.417                                        | 2.418                                        | 16.9          | 881–2845        | data       |
| (154276) 2002 SY50 | 2071-10-30 | 3.415                                        | 3.412                                        | 3.418                                        | 17.6          | 714–1406        | data       |
| (164121) 2003 YT1 | 2073-04-29 | 4.409                                        | 4.409                                        | 4.409                                        | 16.2          | 1167–2267       | data       |
| (385343) 2002 LV | 2076-08-04 | 4.184                                        | 4.183                                        | 4.185                                        | 16.6          | 1011–3266       | data       |
| (52768) 1998 OR2 | 2079-04-16 | 4.611                                        | 4.611                                        | 4.612                                        | 15.8          | 1462–4721       | data       |
| (33342) 1998 WT24 | 2099-12-18 | 4.919                                        | 4.919                                        | 4.919                                        | 17.9          | 556–1795        | data       |
| (85182) 1991 AQ | 2130-01-27 | 4.140                                        | 4.139                                        | 4.141                                        | 17.1          | 1100            | data       |
| (314082) Дриопа | 2186-07-16 | 3.709                                        | 2.996                                        | 4.786                                        | 17.5          | 668–2158        | data       |
| (137126) 1999 CF9 | 2192-08-21 | 4.970                                        | 4.967                                        | 4.973                                        | 18.0          | 531–1714        | data       |
| (290772) 2005 VC | 2198-05-05 | 1.951                                        | 1.791                                        | 2.134                                        | 17.6          | 638–2061        | data       |
| (A) Список включает сближения с околоземными объектами на расстояние менее 5 радиусов лунной орбиты (LD) при абсолютной звёздной величине H ярче чем 18. (B) Номинальное геоцентрическое расстояние до центра объекта. (C) Диаметр: оценка, теоретический средний диаметр на основе H и геометрического альбедо от X до Y. (D) Ссылка: источник данных JPL SBDB, астрономические единицы переведены в LD (1 AU≈390 LD) (E) Цветовой код: не наблюдался при тесном сближении наблюдался в течение тесного сближения будущие сближения |            |                                              |                                              |                                              |               |                 |            |